# Diocesi di Copiapó
La diocesi di Copiapó (in latino: Dioecesis Copiapoënsis) è una sede della Chiesa cattolica in Cile suffraganea dell'arcidiocesi di La Serena. Nel 2021 contava 232.100 battezzati su 307.440 abitanti. È retta dal vescovo Ricardo Basilio Morales Galindo, O. de M.

## Territorio
La diocesi comprende l'intera la regione cilena di Atacama.
Sede vescovile è la città di Copiapó, dove si trova la cattedrale di Nostra Signora del Rosario.

### Parrocchie
Il territorio si estende su 75.176 km² ed è suddiviso in 21 parrocchie, raggruppate in 3 vicariati:
Vicariato Valle Norte (provincia di Chañaral)
- Nostra Signora del Carmine, Chañaral
- Divino Salvatore, El Salvador
- Spirito Santo, Diego de Almagro

Vicariato Valle Sur (provincia di Huasco)
- Sant'Ambrogio, Vallenar
- Santa Rosa da Lima, Freirina
- San Pietro apostolo, Huasco
- Nostra Signora del Carmine, Alto del Carmen
- Cuore immacolato di Maria, Vallenar
- San Giuseppe, Vallenar
- Santa Croce, Vallenar

Vicariato Valle Centro (provincia di Copiapó)
- Nostra Signora del Rosario, Copiapó
- San Vincenzo de Paoli, Caldera
- Nostra Signora di Loreto, Tierra Amarilla
- Santissima Trinità, Copiapó
- San Francesco, Copiapó
- Sacro Cuore, Copiapó
- Nostra Signora della Candelaria, Copiapó
- Gesù di Nazareth, Copiapó
- San Giuseppe, Copiapó
- San Paolo, Copiapó
- Nostra Signora della Speranza, Copiapó

## Storia
L'amministrazione apostolica di Copiapó fu eretta il 9 novembre 1946, ricavandone il territorio dall'arcidiocesi di La Serena.
Il 21 aprile 1955 l'amministrazione apostolica fu elevata a prelatura territoriale con la bolla Dum haud paucis di papa Pio XII.
Il 31 ottobre 1957 la prelatura territoriale è stata elevata a diocesi con la bolla Qui cotidie dello stesso papa Pio XII.

## Cronotassi dei vescovi
Si omettono i periodi di sede vacante non superiori ai 2 anni o non storicamente accertati.
- Alfredo Cifuentes Gómez † (19 marzo 1947 - 1948 dimesso)
- Fernando Rodríguez Morandé † (24 aprile 1948 - 17 luglio 1954 dimesso)
- Francisco de Borja Valenzuela Ríos † (24 maggio 1956 - 20 agosto 1957 nominato vescovo di Antofagasta)
- Juan Francisco Fresno Larraín † (15 giugno 1958 - 28 luglio 1967 nominato arcivescovo di La Serena)
- Carlos Marcio Camus Larenas † (31 gennaio 1968 - 11 dicembre 1976 nominato vescovo di Linares)
- Fernando Ariztía Ruiz † (11 dicembre 1976 - 26 maggio 2001 ritirato)
- Gaspar Quintana Jorquera, C.M.F. (26 maggio 2001 - 25 luglio 2014 ritirato)
- Celestino Aós Braco, O.F.M.Cap. (25 luglio 2014 - 23 marzo 2019 nominato amministratore apostolico di Santiago del Cile)
- Ricardo Basilio Morales Galindo, O. de M., dal 20 giugno 2020

## Statistiche
La diocesi nel 2021 su una popolazione di 307.440 persone contava 232.100 battezzati, corrispondenti al 75,5% del totale.
| anno | popolazione | popolazione | popolazione | presbiteri | presbiteri | presbiteri | presbiteri                | diaconi | religiosi | religiosi | parrocchie |
| anno | battezzati  | totale      | %           | numero     | secolari   | regolari   | battezzati per presbitero | diaconi | uomini    | donne     | parrocchie |
| ---- | ----------- | ----------- | ----------- | ---------- | ---------- | ---------- | ------------------------- | ------- | --------- | --------- | ---------- |
| 1950 | 80.000      | 84.000      | 95,2        | 19         | 8          | 11         | 4.210                     |         | 15        | 18        | 12         |
| 1965 | 113.600     | 165.308     | 68,7        | 31         | 19         | 12         | 3.664                     |         | 14        | 66        | 17         |
| 1970 | 150.000     | 152.326     | 98,5        | 30         | 21         | 9          | 5.000                     |         | 11        | 88        | 15         |
| 1976 | 187.000     | 220.000     | 85,0        | 25         | 16         | 9          | 7.480                     |         | 11        | 87        | 18         |
| 1980 | 188.800     | 227.000     | 83,2        | 24         | 17         | 7          | 7.866                     |         | 9         | 90        | 19         |
| 1990 | 180.000     | 207.400     | 86,8        | 23         | 16         | 7          | 7.826                     |         | 9         | 104       | 20         |
| 1999 | 203.000     | 246.000     | 82,5        | 26         | 19         | 7          | 7.807                     | 21      | 9         | 87        | 21         |
| 2000 | 188.623     | 230.873     | 81,7        | 28         | 22         | 6          | 6.736                     | 25      | 7         | 89        | 21         |
| 2001 | 220.590     | 270.000     | 81,7        | 29         | 21         | 8          | 7.606                     | 29      | 9         | 81        | 21         |
| 2002 | 230.770     | 282.461     | 81,7        | 28         | 19         | 9          | 8.241                     | 29      | 11        | 84        | 21         |
| 2003 | 178.035     | 254.336     | 70,0        | 32         | 21         | 11         | 5.563                     | 30      | 13        | 80        | 21         |
| 2004 | 178.035     | 254.336     | 70,0        | 35         | 21         | 14         | 5.086                     | 30      | 15        | 95        | 21         |
| 2006 | 193.524     | 254.336     | 76,1        | 34         | 22         | 12         | 5.691                     | 33      | 13        | 94        | 21         |
| 2013 | 207.000     | 272.000     | 76,1        | 23         | 16         | 7          | 9.000                     | 35      | 7         | 69        | 21         |
| 2016 | 219.301     | 290.581     | 75,5        | 25         | 17         | 8          | 8.772                     | 34      | 9         | 21        | 21         |
| 2019 | 225.810     | 299.200     | 75,5        | 29         | 19         | 10         | 7.786                     | 27      | 11        | 64        | 21         |
| 2021 | 232.100     | 307.440     | 75,5        | 26         | 17         | 9          | 8.926                     | 28      | 10        | 56        | 21         |